# Thysanotus tuberosus
Classification APG II (2003)
Espèce
Thysanothus tuberosus est une espèce de plantes vivace à fleurs de la famille des Asparagaceae endémique en Australie. Le nom de l'espèce se réfère à ses grosses racines comestibles.
Les feuilles sont allongées, rondes à l'extrémité haute. Elle atteint de 20 cm à 60 cm de haut.
Elle pousse dans une grande variété de situations, de zones semi-arides du sud-est de l'Australie aux zones côtières recevant plus de 1 300 mm de pluie par an. On la trouve souvent en rase campagne, dans les landes ou les forêts sclérophylles sèches.
Elle fleurit de septembre à avril. Les trois tépales sont violets, bordés de franges et ne durent que pendant une journée. Ce sont des fleurs sauvages d'une beauté frappante.

## Liste des espèces et sous-espèces
Selon World Checklist of Selected Plant Families (WCSP) (12 nov. 2010) :
- Thysanotus tuberosus R.Br. (1810)
  - sous-espèce Thysanotus tuberosus subsp. parviflorus (Benth.) Brittan (1981)
  - sous-espèce Thysanotus tuberosus subsp. tuberosus

Les tépales sont un peu plus longs et plus larges dans T. t. subsp. tuberosus, atteignant de 10 à 19 mm de long et environ 10 mm de large. Pour T. t. subsp. parviflorus, les anthères sont plus petits, et droits à légèrement incurvés.